# Departamento Suchitepéquez
Suchitepéquez ist ein Departamento Guatemalas und liegt im Südwesten des Landes (Region VI). Es erstreckt sich auf über 2.500 Quadratkilometern und hat knapp 582.200 Einwohner. Die Hauptstadt des Departamentos ist Mazatenango.
Suchitepéquez grenzt im Norden an die Departamentos Quetzaltenango und Sololá, im Osten an Chimaltenango, im Südosten an Escuintla, im Süden an den Pazifik und im Westen an Retalhuleu.

## Landesnatur
Im Norden hat Suchitepéquez noch Anteil an der Sierra Madre. Von dort aus fällt das von zahlreichen Flüssen durchzogene Land sanft nach Südwesten bis zur Pazifik-Küste ab. Der Boden ist sehr fruchtbar. Auf Grund der starken landwirtschaftlichen Nutzung ist der ursprünglich vielfältige Bestand an frei lebenden Tieren zurückgegangen. Das Klima ist überwiegend tropisch heiß, die Regenzeit dauert von Mai bis Oktober.

## Bevölkerung
Die ursprüngliche indigene Bevölkerung hat sich während der Kolonialzeit stark mit Spaniern vermischt. In den nördlichen Höhenlagen dominieren Quichés und Cakchiquels. Die Bevölkerung lebt in 20 Municipios (Großgemeinden oder auch Landkreise):
| Mazatenango              | Cuyotenango                 |
| San Francisco Zapotitlán | San Bernardino              |
| San José El Idolo        | Santo Domingo Suchitepéquez |
| San Lorenzo              | Samayac                     |
| San Pablo Jocopilas      | San Antonio Suchitepéquez   |
| San Miguel Panán         | San Gabriel                 |
| Chicacao                 | Patulul                     |
| Santa Bárbara            | San Juan Bautista           |
| Santo Tomás La Unión     | Zunilito                    |
| Pueblo Nuevo             | Río Bravo                   |

Dem Departamento als staatlichem Verwaltungsbezirk steht ein von der Zentralregierung entsandter Gouverneur vor. Die Municipios sind eigenständige Gebietskörperschaften mit gewählten Bürgermeistern und Volksvertretungen und untergliedern sich in Aldeas (Landgemeinden) und Caseríos, Parajes oder Fincas (Weiler und Höfe).

## Wirtschaft
Die Bevölkerung lebt überwiegend von der Landwirtschaft, die auf Grund des fruchtbaren Bodens und der verschiedenen Höhenlagen mannigfaltig ist. Angebaut wird Zuckerrohr, Mais, Kardamom, Kakao, Bohnen, Bananen, Kaffee, Kautschuk und verschiedene Zitrusfrüchte. Von Bedeutung ist auch das Handwerk und der Dienstleistungssektor. Der Tourismus spielt eine untergeordnete Rolle.
Verkehrsmäßig ist Suchitepéquez nur im Norden relativ gut erschlossen. Hier wird das Departamento in west-östlicher Richtung von der Pazifikstrecke CA-2 durchquert, die nach Mexiko und El Salvador führt. Von dieser Strecke zweigt bei Cuyotenango eine Landstraße zur Pazifikküste ab, bei Cocales die Nationalstraße 11 zum Atitlán-See im nördlichen Nachbar-Departamento Sololá. Über die Pazifikstrecke ist Suchitepéquez auch mit Quetzaltenango und mit der Autobahn nach Guatemala-Stadt verbunden.

## Sehenswürdigkeiten
Suchitepéquez gilt nicht als eines der bedeutenderen Touristenziele in Guatemala. Von den schlecht erschlossenen Pazifik-Stränden ist die Playa Chicago für ihre naheliegenden Kanäle bekannt. In der Nähe befindet sich das Vogelschutzgebiet El Estero de Tahuexco mit seiner Lagune. Die Municipalidad Mazatenango verfügt über einen 100 Hektar großen Forst (Finca Dolores). Die Stadt selbst ist für ihren farbenfrohen Karneval bekannt. Bei San Bernardino liegt ein Naturschutzgebiet und ein Wasserpark. Auf dem Río Nahualate gibt es Rafting-Möglichkeiten, an seinem Oberlauf kann man auf dem Corredor Biológico de Chicacao ein Naturschutzgebiet mit Quellen, Bächen, Wasserfällen und Höhlen besichtigen. In Chicacao bietet das Museo Arqueológico Francisco Chicajau Einblicke in die klassische Epoche der Maya-Zivilisation.

## Geschichte
Suchitepéquez war vor der Eroberung durch Pedro de Alvarado ein Teil des Quiché-Reiches. Während der Kolonialzeit bildete Suchitepéquez mit Retalhuleu den Verwaltungsbezirk Corregimiento de Suchitepéquez. Nach der Unabhängigkeit von Spanien gehörte dieses Gebiet zwischen 1838 und 1849 wiederholt zum Estado de Los Altos, dem so genannten sechsten Staat der Zentralamerikanischen Konföderation. Der Verwaltungsbezirk Suchitepéquez wurde am 16. Oktober 1877 zum Departamento erhoben, verlor dabei jedoch das im Westen gelegene Gebiet von Retalhuleu.
Der Name des Departamentos stammt wahrscheinlich von den Nahuatl-Worten xochitl („Blume“) und tepetl („Berg“) ab, was als xochitepec so viel bedeutet wie „auf dem blühenden Berg“. Alvarados mexikanische Söldner gaben verschiedensten Orten Guatemalas Namen, die die Spanier in abgewandelter Form übernahmen.